# Loxioda mediofascia
Loxioda mediofascia är en fjärilsart som beskrevs av Swinhoe 1902. Loxioda mediofascia ingår i släktet Loxioda och familjen nattflyn. Inga underarter finns listade i Catalogue of Life.